# Saint-Isidore (La Nouvelle-Beauce)
Pour les articles homonymes, voir Saint-Isidore.
Saint-Isidore est une municipalité dans la municipalité régionale de comté de La Nouvelle-Beauce au Québec (Canada), située dans la région administrative de Chaudière-Appalaches.

## Toponymie
Elle est nommée en l'honneur d'Isidore de Séville.

## Histoire

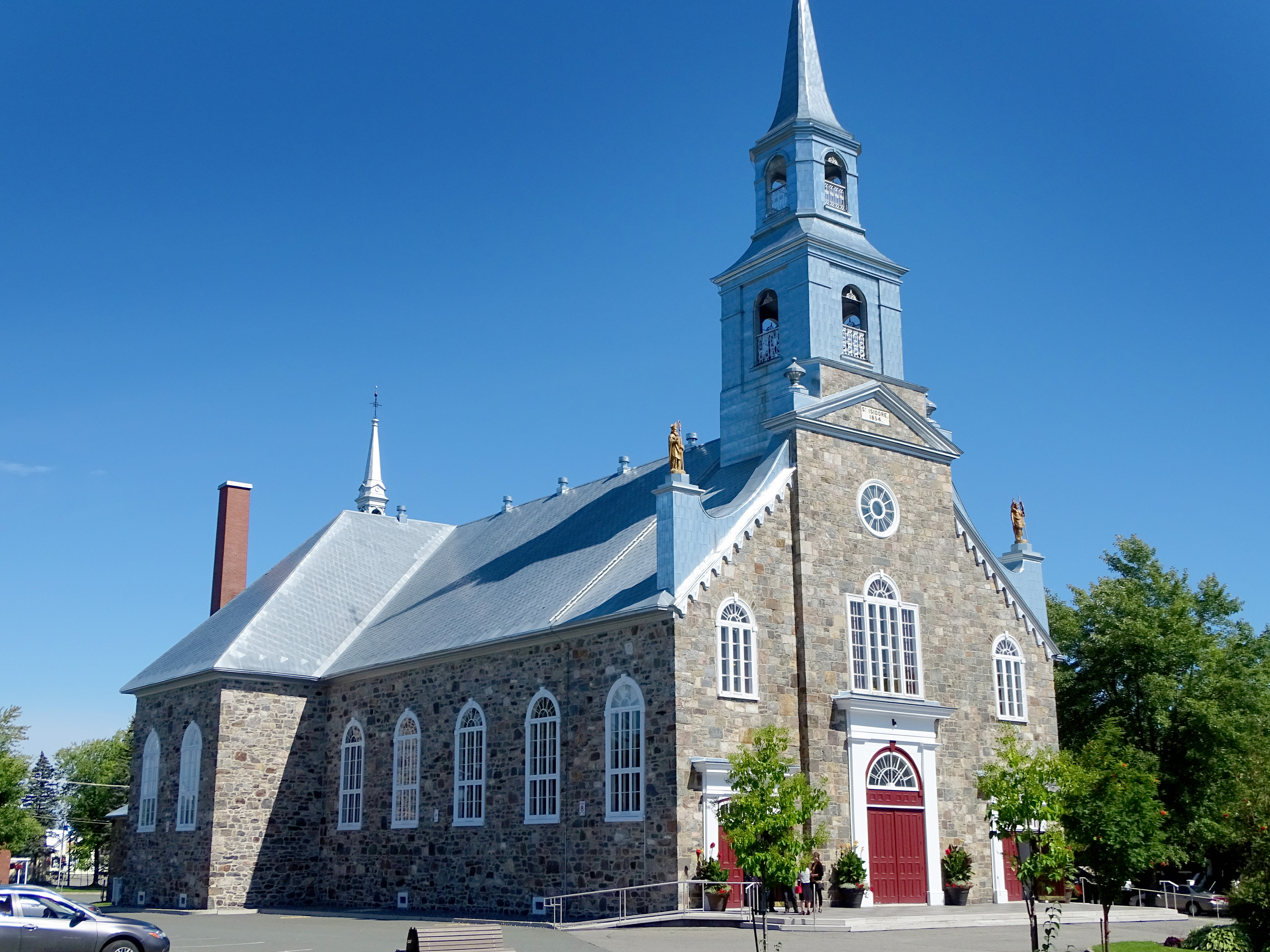
Église de Saint-Isidore

### Chronologie
- 1er juillet 1817 : Élection de la municipalité de Saint-Isidore.
- 1er septembre 1847 : Fusion de plusieurs entités municipales dont Saint-Isidore pour l'érection du comté de Dorchester.
- 1er juillet 1855 : Division du comté de Dorchester en plusieurs entités municipales dont Saint-Isidore de Lauzon.
- 29 avril 1921 : Érection du village de Saint-Isidore par scission de la paroisse.
- 15 mars 1969 : La paroisse de Saint-Isidore de Lauzon devient la paroisse de Saint-Isidore.
- 22 septembre 1993 : Fusion de la paroisse de Saint-Isidore et du village de Saint-Isidore pour former la municipalité de Saint-Isidore.

## Géographie
Saint-Isidore possède une superficie totale de 102,66 km2 (dont 102,51 km2 est terrestre). Cette localité agricole s'étend à l'est de la rivière Chaudière, à une quinzaine de kilomètres au sud de Lévis.
Son territoire est délimité par la municipalité de Saint-Henri (au nord), de Saint-Lambert-de-Lauzon (à l'ouest), de Saint-Anselme (à l'est) ainsi que de Saint-Bernard, Sainte-Hénédine et Scott (au sud). L'autoroute Robert-Cliche (A-73) passe dans l'ouest de la municipalité, à 5 kilomètres du noyau villageois. Elle est également traversée par la route 173 (route du Président-Kennedy) et la route 275 (route Coulombe).
Le relief de Saint-Isidore augmente progressivement vers le sud-est, son altitude passant d'environ 110 à 190 mètres. Hormis la rivière Chaudière qui constitue sa frontière ouest, la localité est arrosée par plusieurs ruisseaux, dont Le Bras. On n'y retrouve aucun plan d'eau notable.

## Démographie
| 1996  | 2001  | 2006  | 2011  | 2016  | 2021  |
| ----- | ----- | ----- | ----- | ----- | ----- |
| 2 657 | 2 667 | 2 503 | 2 947 | 2 880 | 3 286 |

## Administration
Les élections municipales se font en bloc et suivant un découpage de six districts.
| Saint-Isidore Maires depuis 2001                                                                                     |                     |         |          |
| Élection | Maire               | Qualité | Résultat |
| 2001 | Jean-Pierre Couture |         | Voir     |
| 2005 | Clément Morin       |         | Voir     |
| 2009 | Réal Turgeon        |         | Voir     |
| 2013 | Réal Turgeon        | Voir    |          |
| 2017 | Réal Turgeon        | Voir    |          |
| 2021 | Réal Turgeon        | Voir    |          |
| Élection partielle en italique Depuis 2005, les élections sont simultanées dans toutes les municipalités québécoises |                     |         |          |